# Yanghou
Yanghou är en köping i sydöstra Kina. Den ligger i stadsdistriktet Yanping i staden Nanping i provinsen Fujian, omkring 100 kilometer nordväst om provinshuvudstaden Fuzhou.